# スーパーマン (1999年のコンピュータゲーム)
『スーパーマン: ザ・ニュー・アドベンチャー』（Superman: The New Adventures）または『スーパーマン64』（Superman 64）は、タイタス・ソフトウェアが開発・発売した1999年のNINTENDO 64専用のアドベンチャーゲームである。テレビアニメ『スーパーマン』を原作としている。北米では1999年5月29日、欧州では1999年7月23日に発売された。

## 開発
フランスのタイタス・ソフトウェアが2年の開発期間を経て完成させた。1997年のE3で初めて制作発表が行われ、翌1998年のE3で展示された。プロデューサーでタイタス・ソフトウェアの共同設立者でもあるエリック・カーンは、開発の主な目標はプレイヤーが本当にスーパーヒーローのように振る舞う史上初の「スーパーヒーローベース」のゲームを作成することであると述べた。

## 評価と影響

### 批評家の反応
批評家の反応は概ね否定的なものに偏り、GameRankingsでのスコアは22.90%となった。批判の多くは操作性、グラフィック、ゲーム性についてであった。スーパーマンを飛行させる際の操作性が非常に悪く、離着陸には複数のボタンを押さなくてはならず、さらに反応も悪いために複数の評論家から批判された。

### 売り上げ
批評的には芳しくなかったものの、NPDグループのデータでは『スーパーマン』は北米の1999年6月のトップセラーであった。同年7月、タイタスは本作がNINTENDO64史上3番目に売れたタイトルとなったことを発表した。

### 受賞とランキング入り
『Electronic Gaming Monthly』のショーンベビーが選んだ「歴代最低のゲーム20」では7位となった。またG4の番組『Filter』の「1990年代最低のゲームトップ10」では2位となった。『Nintendo Power』誌では任天堂機史上最低のゲームと評価された。MTVのGamer's 2.0では1999年のゲームでワースト1となった。『GameSpy』上でジャーナリストのデヴィッド・チャップマンが選んだ「最低のコミック原作ゲーム20」ではトップとなった。GameTrailersが2006年に発表した「歴代最低のゲーム」では1位となった。